# リンデグループ
リンデ（英: Linde plc）は、産業用ガスおよびエンジニアリング事業を行う企業グループ。現在の組織は2018年10月、ドイツに本拠を置くLinde AGと、アメリカ合衆国に本拠を置くプラクスエアの、両化学工業メーカーの経営統合により設立された。世界100カ国以上で事業を展開し、特に産業用ガスの分野では世界最大手である。本社（役員オフィス）をイギリス・サリーに、登記上の本店をアイルランド・ダブリンに置く。NASDAQ上場企業（NASDAQ: LIN）。

## 沿革
1879年6月、ドイツの技術者カール・フォン・リンデにより設立されたGesellschaft für Linde’s Eismaschinen Aktiengesellschaftを起源とする。リンデは、各部門の売却や合併、買収をしてきた複雑な経緯を持っており、2000年にはスウェーデンのAGA ABを、競合のイギリスを拠点とするBOCグループを2006年9月に買収した。
2016年12月、アメリカ合衆国・コネチカット州に本拠を置き、リンデ同様カール・フォン・リンデの設立企業であるプラクスエア（Praxair Inc.）との経営統合を発表、2018年10月に経営統合が完了、両社はイギリスに設立された持株会社Linde plcの傘下企業となり、産業ガス分野で世界最大規模の生産量となった。2023年2月、長く上場してきたフランクフルト証券取引所への上場を廃止しニューヨーク証券取引所に株式上場を一本化、同年11月に株式上場をNASDAQへ変更した。

## 事業内容
Linde AG
- リンデガス（Linde Gas）

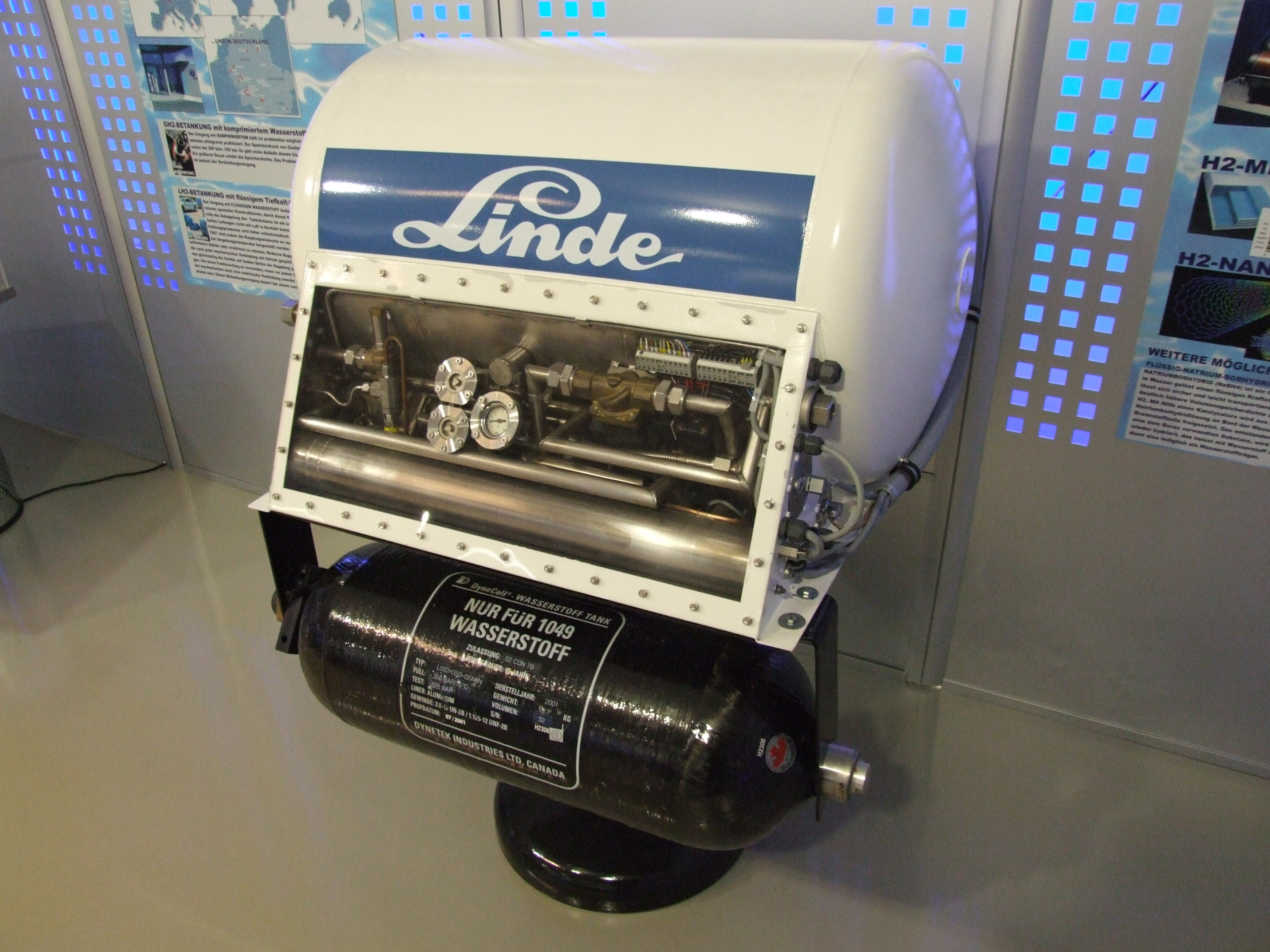
リンデの水素液体タンク

- リンデエンジニアリング（Linde Engineering）
- リンデヘルスケア（Linde Healthcare）

プラクスエア
- Gas Supply & Management
- Industrial Services
- Oil & Gas Services
- 表面処理（Surface Coatings）

## 日本における事業
日本においては、プラクスエアの表面処理業を担当するグループ会社であるPraxair Surface Technologiesの日本法人「プラクスエア工学株式会社」が1960年に設立され、工場を埼玉県北本市と兵庫県佐用町に有し、溶射業を中心に事業を行っている。